# 中国民主促進会
中国民主促進会（ちゅうごくみんしゅそくしんかい）は、中華人民共和国の民主党派（衛星政党）の一つ。略称は「民進」。
1945年12月30日、上海で成立。成立当初の主席は馬叙倫。抗日戦争中も上海に留まった知識人を中心に結成。民主党派の中でも特に容共左派色が強く、施復亮の様に共産党から脱退したメンバーもいた。
現在の党員数は約7万4千人。中央委員会主席は許嘉璐。
主な支持基盤は教育、文化、科学研究、出版に従事している知識人。